# La última aventura del Gandul
La última aventura del Gandul es una película de género documental del año 2016 dirigida por Tomás Cimadevilla que narra el naufragio del velero catamarán Gandul, durante una travesía del Caribe con destino a Punta Umbría (Provincia de Huelva), al suroeste de España con escala en las Azores; y el rescate de sus dos tripulantes. Antes de llegar al archipiélago portugués, la embarcación sufrió la rotura del timón durante la noche del 5 al 6 de mayo de 2015, debido a un temporal en la región con vientos de hasta 150 kilómetros por hora y olas de más de 10 metros, siendo necesaria la intervención de la Fuerza Aérea Portuguesa y otras unidades de rescate que, sin embargo, no pudieron evitar la muerte de una niña francesa en otro de los naufragios que sufrió un velero similar al Gandul.
Fueron escenarios del documental diversos puntos de España, Islas Canarias, Argentina, Cabo Verde, el Caribe y el Océano Atlántico.
La película se estrenó el 4 de abril de 2017 en San Sebastián, contando con la presencia de Tomás Cimadevilla, director del filme y de varios de los navegantes que aparecieron en el mismo.
El documental también profundiza sobre la situación de degradación de los océanos por la contaminación, la acumulación de plásticos y la sobrepesca.
Gracias a los tripulantes del catamarán “Gandul” podremos aprender desde un punto de vista neófito y de modo didáctico cuales son las labores a bordo de un barco de estas características, cómo se reparten las funciones o qué se requiere para realizar una travesía transoceánica. Pero sobre todo pretendemos indagar qué impulsa a la gente a lanzarse al mar, que buscan en él, por qué sienten esa necesidad vital de explorar un mundo desconocido, tan inmenso y limitado al mismo tiempo. Solo el ansia de vivir la naturaleza en su plenitud y la libertad absoluta a pesar de los peligros que encierra el mar, explica el esfuerzo y sufrimiento de los navegantes como comprobaremos gracias a las impactantes imágenes de naufragios y rescates en alta mar, así como de los testimonios de quienes los han vivido.
Tanto en los barcos de nuestros protagonistas como en Canarias, Cabo Verde, la costa sur de Argentina, el océano Antártico y el Caribe entraremos en contacto con personajes de diferentes nacionalidades que nos explican por qué han elegido esta vida y cómo viven de ello. Frente a la creencia generalizada de que el mundo de la navegación a vela es reducido y elitista, la película nos muestra un universo poblado de idealistas y activistas que persiguen un sueño, una vida mejor alejada del materialismo y la alienación de nuestra sociedad.
El documental trata además otros asuntos de actualidad como el rescate en alta mar de barcos y pateras y el tráfico de seres humanos, así como el preocupante deterioro de los océanos, algo que viene siendo denunciado desde hace muchos años por los amantes del mar. Viajamos al País Vasco, Murcia, Andalucía, Valencia y Madrid donde encontramos otros personajes que nos relatan sus sorprendentes experiencias. Escritores-navegantes como Julio Villar, Alberto Vázquez-Figueroa o Luis Delgado nos adentran en el universo literario del mar; el constructor de barcos y navegante Xabi Agote, nos enseña su astillero donde reconstruye una nao del siglo XVI y nos contagia su pasión por el mar; mujeres navegantes como Esperanza Pérez que nos cuenta su travesía a solas por el Atlántico; la argentina Claudia Rosselló que sufrió un ciclón a bordo de su barco, el “Ulises”, construido por su marido Rodolfo Otero, quien afirma que el velero le salvó la vida; el vasco Santiago González Zunzundegui cuenta su viaje familiar a lo largo del globo durante 17 años; finalmente el radioaficionado Rafael de Castillo y el médico Fernando Muñoz nos hablan sobre rescates en alta mar a través de sus propias experiencias.
El documental contó con la colaboración de instituciones de prestigio como el Museo Naval de Cartagena, el Museo de Arqueología Subacuática de Cartagena, la Factoría Marítima Vasca Albaola de San Sebastián y el Instituto Social de la Marina, entidad de la que dependen los buques hospital “Esperanza del Mar” y “Juan de la Cosa”.

## Sinopsis
En noviembre de 2014 un grupo de amigos con escasos conocimientos en náutica se embarcan a bordo del “Gandul”, viejo catamarán pilotado por el experimentado navegante argentino Gustavo Díaz y su compañera, la española Begoña Filloy, con la intención de atravesar el Atlántico. Parten del puerto de Las Palmas de Gran Canaria y llegarán 5 semanas más tarde a la isla caribeña de Barbados tras hacer escala en el archipiélago africano de Cabo Verde.
Por su parte, el navegante y ex regatista alicantino Cocua Ripoll llevaba ya unos meses navegando por las costas del sur de Argentina y el océano Antártico en su velero, el “Archibald”.
La singladura del “Gandul” transcurrió con un solo percance relacionado con el equipo de gobierno y que pudieron arreglar por las buenas condiciones meteorológicas reinantes, por lo que llegaron a Barbados sin mayores contratiempos. Los tripulantes ocasionales se volvieron a España mientras que Gustavo y Begoña se quedaban en el Caribe para recibir turistas durante la temporada de invierno.
Mientras tanto el “Archibald” había remontado la costa brasileña en dirección norte. Pasada la Semana Santa coincidieron ambas embarcaciones en el Caribe. A principios de mayo el “Gandul” emprendió el trayecto de vuelta a España; Cocua partiría unos días más tarde.
El regreso del “Gandul” se iría complicando a medida que se acercaban a su destino, pasaban los días y los partes meteorológicos no presagiaban nada bueno. A 400 millas de las Islas Azores se formó una tormenta que levantó olas de 10 metros y vientos de 120 nudos. El equipo de gobierno, que ya estaba deteriorado desde su viaje de ida a Barbados, se rompió e hizo inmanejable la nave; el mayday no se hizo esperar. El 8 de mayo, tras 12 horas a la deriva intentando reparar el timón, Begoña y Gustavo tuvieron que ser socorridos por un carguero de bandera turca. El catamarán no resistió el embiste del enorme barco al intentar rescatarlos y se hundió irremediablemente. A duras penas los tripulantes del catamarán fueron alzados a la nave. Ese mismo día se produjeron otros cuatro rescates de barcos de diversas nacionalidades.
El “Archibald” navegaba unos cientos de millas más atrás cuando perdió el contacto por radio con el “Gandul”. Consiguió evitar la tempestad por unos días. Por fin, su llegada al puerto de Alicante a mediados de junio fue celebrada por los suyos casi con la misma emoción con la que familiares y amigos recibieron a Gustavo y Begoña en el aeropuerto de Barajas. La pesadilla del naufragio sólo era un mal recuerdo.

## La historia real del viaje y el naufragio
Según relata el propio Cimadevilla, un grupo de pasajeros (entre los que él mismo y otros miembros del equipo de rodaje se encontraban) embarcaron en el Gandul en las Islas Canarias con destino a Barbados en noviembre de 2014. Para el catamarán, que llevaba bastante tiempo sin navegar en alta mar, este trayecto serviría de rodaje para la intención de su capitán, Gustavo Díaz Melogno, de dar la vuelta al mundo.
Según el director, la casualidad tuvo un importante papel en la existencia de la película, puesto que Antonio y Gonzalo Cordero (productores del documental y amigos de Cimadevilla) tienen una agencia de viajes de aventura y solían planear algún viaje regularmente. Los Cordero conocían a Gustavo Díaz, capitán del Gandul, que les habló de su empresa de dar la vuelta al mundo y que quería cruzar el Atlántico para rodar el velero y les invitó a unirse al trayecto. Así pues, al dedicarse los tripulantes de la travesía al mundo de la cinematografía, disponían de un cierto equipo para rodar durante el viaje, aunque ignoraban la importancia que tendrían esas grabaciones en el posterior documental.
El trayecto de ida parte desde la localidad onubense de Punta Umbría, con Gustavo Díaz y Begoña Filloy como tripulantes. Es en Las Palmas de Gran Canaria donde embarca el resto de la tripulación destino a Barbados con escala en Cabo Verde. El trayecto transoceánico transcurrió sin incidentes reseñables y también se realizó una lenta y bonita travesía por las Antillas (Martinica, Dominica, Marie Galante, Guadalupe, Antigua y Barbuda y Saint Martin).
El hundimiento del Gandul se produjo en el viaje de vuelta, ya con  Gustavo Díaz y Begoña Filloy como únicos tripulantes del catamarán (el resto de navegantes del trayecto de ida regresarían a España en avión). Partieron de las Islas Bermudas el 23 de abril de 2015, con destino España con escala en las Islas Azores. Una sucesión de borrascas los acompañará desde el mismo inicio de esta travesía. A principios de
mayo la borrasca mostró su cara menos amable, las olas se encresparon, y los golpes a bordo aumentaron. Sobre las 23:00 del 5 de mayo una barrenada violenta, que superó los 25 nudos, dejó el barco atravesado a las olas. Se había roto el timón. Los tripulantes intentaron montar un timón de fortuna, pero el sistema estaba muy deteriorado. Los trabajos se demoran, y constatan que solo servirían para lograr un timón que funcionaría en condiciones favorables. Ante el riesgo altamente probable de vuelco en un mar con olas de más de 10 metros y vientos por momentos desatados por encima de los 60 nudos, deciden que ha llegado la hora de solicitar rescate. Activan la radiobaliza de emergencia y lanzan un mayday por radio (ese día los servicios de rescate coordinados desde Ponta Delgada -Azores- se ven desbordados, con cuatro yates naufragados, entre los que desgraciadamente una niña de seis años perdería la vida, por hipotermia, tras una noche abrazada a su padre hasta que consiguieron rescatarlos de las aguas).
Un porta-contenedores turco, el Cafer Dede, responde al mayday del Gandul y en unas horas llega a la zona. En esas condiciones de mar y viento, la maniobra de rescate en sí resulta sumamente peligrosa, y el Gandul queda destrozado a la primera aproximación.
Es el final. La última aventura del Gandul, que unos meses después llegaría a los cines. A las 17:00 del 6 de mayo de 2015, los tripulantes son rescatados. los restos del catamarán -partido en dos, desarbolado e irremisiblemente perdido- quedan para siempre hundidos en el océano.